# Henrik Steffens Hagerup (1840–1908)
Henrik Steffens Hagerup, född den 23 april 1840, död den 18 december 1908, var en norsk kavalleriofficer, son till Henrik Steffens Hagerup, bror till Francis Hagerup.
Hagerup blev officer 1861 och anställdes i kavalleribrigaden, där han 1878 avancerade till ryttmästare, tjänstgjorde i generalstaben 1885-88 och blev överste 1889, generalmajor, generalinspektör och chef för kavalleriet 1900. Han skrev uppsatser i militära facktidskrifter om kavallerivapnet.